# Velles (Indre)
 Velles  ist eine französische Gemeinde mit 979 Einwohnern (Stand 1. Januar 2022) im Département Indre in der Region Centre-Val de Loire; sie gehört zum Arrondissement  Châteauroux und zum Kanton Argenton-sur-Creuse.
Nachbargemeinden von Velles sind Saint-Maur im Norden, Le Poinçonnet im Nordosten, Arthon im Osten, Bouesse im Südosten, Mosnay im Süden, Tendu im Südwesten, und Luant im Westen.

## Bevölkerungsentwicklung
| Jahr      | 1962 | 1968 | 1975 | 1982 | 1990 | 1999 | 2007 | 2012 |
| Einwohner | 770  | 668  | 716  | 771  | 835  | 827  | 852  | 977  |

## Sehenswürdigkeiten
- Schloss Beauregard (15. Jahrhundert, Monument historique)
- Schloss Courcenay (15. Jahrhundert)
- Schloss Le Plessis (18. Jahrhundert)
- Schloss Vauzelles (18. Jahrhundert)
- Der Turm Les Combes d’en Bas (16. Jahrhundert)
- Kirche Saint-Étienne (Glasfenster aus dem 12. Jahrhundert, Monument historique)
- Manoir de Boisé (16. Jahrhundert)